# Tyler Bates
Pour les articles homonymes, voir Bates.
Tyler Bates est un producteur de musique et compositeur de musique pour le cinéma, la télévision et les jeux vidéo. Il travaille ainsi plusieurs fois avec Zack Snyder, Rob Zombie et David Leitch. Il a également été guitariste soliste de Marilyn Manson.

## Filmographie

### Cinéma

#### Années 1990
- 1993 : Blue Flame de Cassian Elwes (en)
- 1994 : Deep Down de John Travers
- 1994 : Tammy and the T-Rex de Stewart Raffill
- 1995 : Ballistic de Kim Bass
- 1995 : Not Like Us de Dave Payne
- 1995 : Criminal Hearts de Dave Payne (vidéo)
- 1997 : Suicide Club (The Last Time I Committed Suicide) de Stephen Kay
- 1998 : All About Sex (Denial) de Adam Rifkin
- 1998 : Suicide, the Comedy de Glen Freyer
- 1999 : Born Bad de Jeff Yonis
- 1999 : Le Pacte des caïds (Thicker Than Water) de Richard Cummings Jr.

#### Années 2000
- 2000 : Get Carter de Stephen T. Kay
- 2000 : Scary Scream Movie (Shriek If You Know What I Did Last Friday the Thirteenth) de John Blanchard (vidéo)
- 2001 : We Are Family (Kingdom Come) de Doug McHenry
- 2001 : What's the Worst That Could Happen? de Sam Weisman
- 2001 : Night at the Golden Eagle de Adam Rifkin
- 2002 : Lone Star State of Mind de David Semel
- 2002 : Love and a Bullet de Kantz et Ben Ramsey
- 2002 : City of Ghosts de Matt Dillon
- 2002 : Mission Alcatraz (Half Past Dead) de Don Michael Paul
- 2003 : Baadasssss! de Mario Van Peebles
- 2004 : You Got Served de Chris Stokes
- 2004 : L'Armée des morts (Dawn of the Dead) de Zack Snyder
- 2005 : The Devil's Rejects de Rob Zombie
- 2006 : Slither de James Gunn
- 2006 : See No Evil de Gregory Dark
- 2006 : 300 de Zack Snyder
- 2007 : Halloween de Rob Zombie
- 2008 : Doomsday de Neil Marshall
- 2008 : Le Jour des morts (Day of the Dead) de Steve Miner (vidéo)
- 2008 : Le Jour où la Terre s'arrêta (The Day the Earth Stood Still) de Scott Derrickson
- 2009 : Watchmen de Zack Snyder
- 2009 : Halloween II de Rob Zombie
- 2009 : The Haunted World of El Superbeasto de Rob Zombie (vidéo)

#### Années 2010
- 2010 : The Way, la route ensemble (The Way) d'Emilio Estevez
- 2010 : Super de James Gunn
- 2011 : Sucker Punch de Zack Snyder
- 2011 : Conan (Conan the Barbarian) de Marcus Nispel
- 2011 : Killer Joe de William Friedkin
- 2011 : The Darkest Hour de Chris Gorak
- 2013 : My Movie Project (Movie 43) (segment Beezel de James Gunn)
- 2014 : The Sacrament de Ti West
- 2014 :  Témoin gênant (Not Safe for Work ) de Joe Johnston
- 2014 :  Vol 7500 : aller sans retour (Flight 7500) de Takashi Shimizu
- 2014 :  Les Gardiens de la Galaxie (Guardians of the Galaxy) de James Gunn
- 2014 : John Wick de David Leitch
- 2016 : The Belko Experiment de Greg McLean
- 2017 : John Wick 2 (John Wick: Chapter Two) de Chad Stahelski
- 2017 : Atomic Blonde de David Leitch
- 2017 : Les Gardiens de la Galaxie Vol. 2 (Guardians of the Galaxy Vol. 2) de James Gunn
- 2017 : Keep Watching de Sean Carter
- 2017 : 24H Limit (24 Hours to Live) de Brian Smrz
- 2018 : Un héros ordinaire (The Public) d'Emilio Estevez
- 2018 : Deadpool 2 de David Leitch
- 2018 : L'Espion qui m'a larguée (The Spy Who Dumped Me) de Susanna Fogel
- 2019 : John Wick Parabellum de Chad Stahelski
- 2019 : Fast and Furious: Hobbs and Shaw (Fast and Furious Presents: Hobbs and Shaw) de David Leitch

#### Années 2020
- 2022 : X de Ti West
- 2022 : Pearl de Ti West
- 2022 : Day Shift de J. J. Perry
- 2023 : John Wick : Chapitre 4 (John Wick: Chapter 4) de Chad Stahelski
- 2024 : MaXXXine de Ti West
- 2025 : Ravage (Havoc) de Gareth Evans
- 2025 : Ballerina (From the World of John Wick: Ballerina) de Len Wiseman
- 2025 : One Spoon of Chocolate de RZA
- 2025 : Fixed de Genndy Tartakovsky

### Télévision

#### Séries télévisées
- 2000 : American High
- 2001 : Strange Frequency (3 épisodes)
- 2002 : Military Diaries
- 2003 : Black Sash (2 épisodes)
- 2004 : Pornucopia: Going Down in the Valley (2 épisodes)
- 2007-2014 : Californication (84 épisodes)
- 2008 : Sparky & Mikaela (1 épisode)
- 2008-2009 : PG Porn (7 épisodes)
- 2010-2011 : Sym-Bionic Titan (20 épisodes)
- 2013 : Low Winter Sun (10 épisodes)
- 2014 : Hysteria (1 épisode)
- 2014-2016 : Kingdom (30 épisodes)
- 2014-2016 : Salem (29 épisodes)
- 2017 : L'Exorciste (saison 2)
- 2017 : Samurai Jack (saison 5)
- 2017 : The Punisher (saison 1, 13 épisodes)
- 2017 : The Purge (saison 1, 10 épisodes)
- 2019-2022 : Primal (2 saisons, 20 épisodes)
- 2024 : Tracker

#### Téléfilms
- 1997 : Alien Avengers de Lev L. Spiro
- 1998 : Alien Avengers II de Dave Payne
- 2000 : Rated X de Emilio Estevez
- 2001 : Strange Frequency de Mary Lambert et Bryan Spicer
- 2002 : Wasted de Stephen Kay
- 2003 : The Story Behind Baadasssss!: The Birth of Black Cinema de Mario Van Peebles
- 2004 : The Dead Will Tell de Stephen Kay
- 2005 : La Rose noire (Gone But Not Forgotten) de Armand Mastroianni
- 2016 : Poor Richard's Almanack de Neil Marshall

#### Courts métrages
- 2009 : Les contes du vaisseau noir (Tales of the Black Freighter) de Daniel DelPurgatorio et Mike Smith
- 2009 : Le tueur silencieux (The Silent Killer) de Joshua Johnson
- 2014 : Cupid Carries a Gun

### Jeux vidéo
- 2008 : Rise of the Argonauts
- 2009 : Watchmen: The End is Nigh
- 2010 : Army of Two: The 40th Day
- 2010 : Transformers : La Guerre pour Cybertron
- 2013 : God of War: Ascension
- 2013 : Killzone: Shadow Fall (en collaboration avec Lorn)
- 2019 : Far Cry: New Dawn

## Discographie
Marilyn Manson
- 2015 : The Pale Emperor (Album studio paru chez Cooking Vinyl) :(Guitare, Basse, Synthétiseur, Producteur, Compositeur)
- 2017 : Heaven Upside Down (Album studio paru chez Loma Vista Recordings et Caroline International) : (Guitare, Basse, Producteur, Compositeur, Ingénieur du son)

## Distinctions

### Récompenses
- BMI Film & TV Awards
  - 2007 : 300
  - 2009 : Watchmen

### Nomination
- Saturn Award
  - 2008 : 300